# Creoleon afer
Creoleon afer är en insektsart som beskrevs av Navás 1931. Creoleon afer ingår i släktet Creoleon och familjen myrlejonsländor. Inga underarter finns listade i Catalogue of Life.